# Си-ван
Си-ван (кит. трад.: 思王; піньїнь: Sī) — 18-й ван Східної Чжоу, син Чженьдін-вана. Прийшов до влади після вбивства свого брата Ай-вана, втім невдовзі й сам був убитий своїм братом і третім сином Чженьдін-вана, Као-ваном.